# 3،1-ثيازيبين
1,3-ثيازيبين وهو مركب كيميائي من مجموعة الثيازيبين.